# Puente romano de Mane
El puente romano de Mane es un antiguo puente romano que cruza el arroyo Laye (por el que también recoge el sobrenombre) cercano a la localidad de Mane, en la región de Provenza-Alpes-Costa Azul (Francia).

## Construcción
El puente, de 40 m de longitud y 3,2 m de ancho, está formado por tres arcos segmentados con una relación entre vanos y altura de hasta 3:1. Sus vanos son de 2,80 m, 7,90 m y 11,40 respectivamente; el grosor de los dos nervios del arco mayor es de entre uno y dos pies romanos, lo que convierte a la estructura en uno de los pocos puentes romanos cuya relación entre el grosor de los nervios y el vano es inferior a la norma antigua comúnmente aplicada de 1:20.
El puente se construyó con piedra caliza local, cuya forma varía según su función: los arcos están formados por dovelas, los muros tímpanos son de cantería irregular. El muelle principal está protegido, tanto aguas arriba como aguas abajo, por grandes tajamares triangulares de bloques de piedra rectangulares. La calzada pavimentada se eleva bruscamente desde la orilla izquierda hasta el arco principal, y luego desciende en una pendiente más suave hasta la orilla más alta del otro lado. El parapeto, del que el autor Colin O'Connor informó que había sido parcialmente eliminado en 1993, ha sido aparentemente reparado entretanto.

## Datación
Según el constructor italiano Gazzola, data de finales del siglo I o principios del II d. C., por lo que forma parte de la docena de puentes romanos de arco rebajado conocidos. Sin embargo, en la base de datos Structurae atribuye a la estructura un origen románico temprano (siglo XI). Según la página de inicio de Mane, los dos arcos laterales, junto con sus escolleras, se añadieron en una fecha tan tardía como el siglo XVII, lo que significa que los arcos rebajados son de una fecha relativamente tardía.